# Michaela Mycroft
Michaela « Chaeli » Mycroft, née le 30 août 1994, est une militante sud-africaine de la paix atteinte d'une infirmité motrice cérébrale. Elle remporte le Prix international de la paix des enfants en 2011 où elle reçoit la médaille des mains de la lauréate du prix Nobel de la paix, Mairead Maguire.

## Biographie
Atteinte d'infirmité motrice célébrale, en 2004, à l'âge de 9 ans, elle fonde avec quatre autres enfants dont sa sœur Erin, 11 ans, la campagne Chaeli au Cap pour collecter des fonds lui permettant de s'acheter un fauteuil roulant motorisé,. Aujourd'hui, l’organisation gère plusieurs programmes qui impactent  la vie de plus des milliers de bénéficiaires chaque année.
Le 21 novembre 2011, elle obtient le Prix international de la paix pour les enfants à La Haye des mains de la lauréate du prix Nobel de la paix, Mairead Maguire. 
En 2012, lors du Sommet mondial des lauréats du prix Nobel de la paix à Chicago, elle reçoit la médaille du Sommet de la paix pour l'activisme social des mains du lauréat du prix Nobel de la paix FW de Klerk, au nom de tous les lauréats du prix Nobel de la paix. 
En 2013, Mycroft reçoit le World of Children Awards (catégorie Jeunesse) qui récompense un jeune de moins de 21 ans contribuant significativement à la vie d'autres enfants.
Le 3 septembre 2015, à l'âge de 21 ans, Mycroft devient la première femme tétraplégique à gravir le mont Kilimandjaro en Tanzanie, la plus haute montagne d'Afrique. Elle célèbre  son anniversaire sur la montagne.
Mycroft entre dans l'histoire le 29 mai 2016, avec Anita Engelbrecht, devenant le premier athlète en fauteuil roulant à terminer le Comrades Marathon, un ultramarathon de 89 kilomètres couru entre Pietermaritzburg et Durban.